# Johann Pfeffer (Theologe)

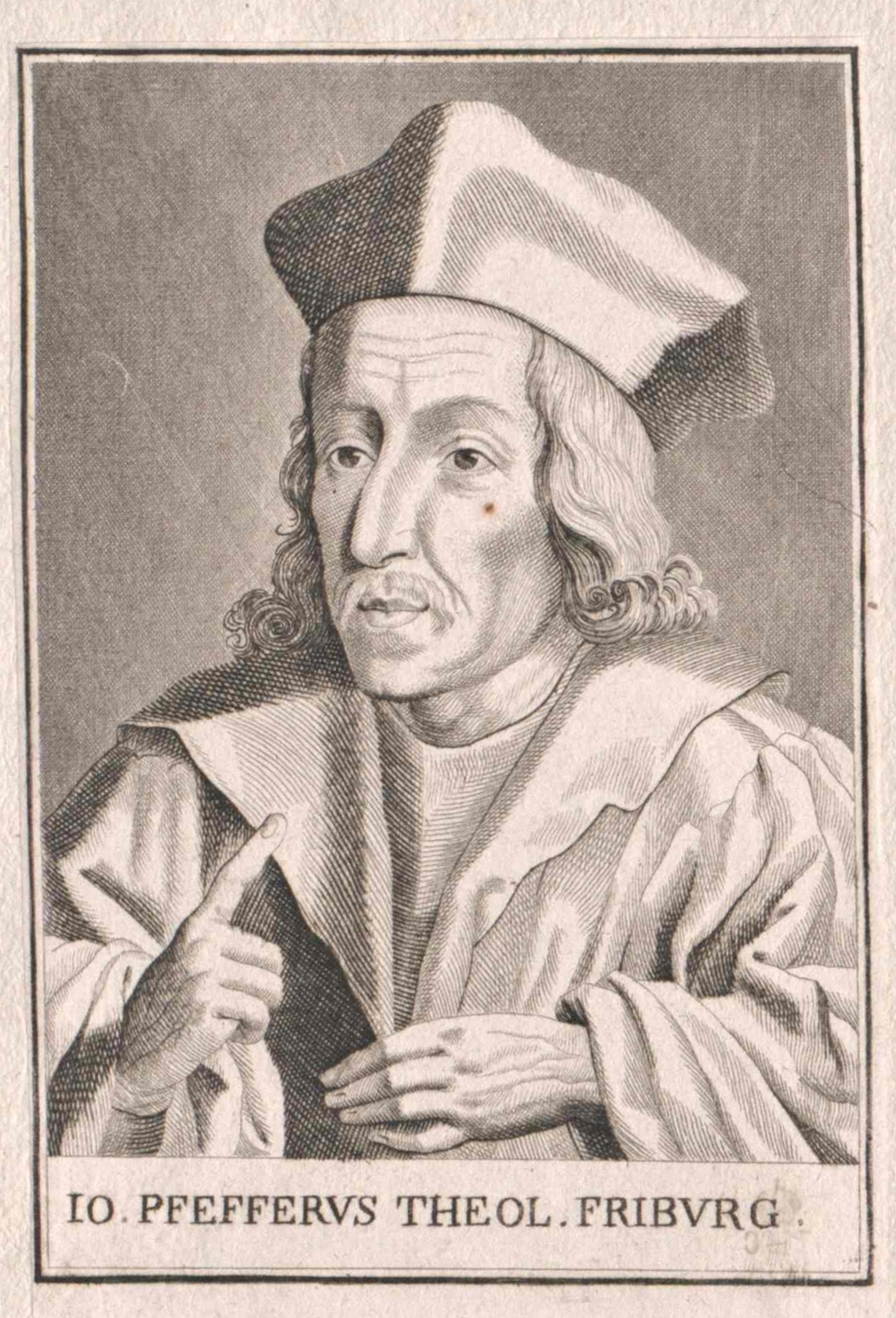
Johann Pfeffer

Johann Pfeffer, auch Johannes Pfeffer de Wydenberg (* um 1415 in Weidenberg, Oberfranken; † 1493 in Freiburg im Breisgau) war ein katholischer Priester, Theologe und Rektor der Universität Freiburg.

## Leben und Wirken
Pfeffer war bürgerlicher Herkunft und immatrikulierte sich 1434 an der Artistenfakultät der Universität Heidelberg. Dem Eintrag ist die  Charakteristik „ pauper“ (arm) beigefügt. 1436 wurde er Baccalaureus, 1439 Lizentiat und Magister. Dann erhielt er seine Priesterweihe in der Diözese Bamberg, der er auch entstammte. Mit dem Titel eines Baccalaureus der Theologie amtierte Pfeffer 1447 als Dekan der Heidelberger Artistenfakultät und lehrte dort bis 1460.
In jenem Jahr wechselte er an die neu gegründete Universität zu Freiburg im Breisgau. Er war hier der erste und lange Zeit auch der einzige Ordinarius der Theologie. Zum Zeitpunkt der feierlichen Eröffnung am 6. April 1460 noch Lizentiat der Theologie, begann Pfeffer
am 28. April 1460 mit den Vorlesungen, ließ sich jedoch am 6. Oktober noch in Heidelberg zum Doktor der Theologie promovieren. Bis zum Jahr 1470 hatte er viermal das Rektorat der Universität Freiburg inne (1461, 1463, 1466 und 1470), trat offenbar 1471 infolge seines Alters aus dem Amt, wurde 1479 wieder zur Aushilfe berufen und 1481 wegen seiner Verdienste zum ständigen Mitglied des Universitätssenates ernannt. 1486 schied er endgültig aus allen Universitätsstellen und starb 1493.
Es erschienen von ihm im Druck: „Directorium sacerdotale“ (1482), entstanden aus seinen Vorträgen über die Briefe des Apostels Paulus an Timotheus und Titus, sowie „Tractatus de materiis diversis indulgentiarum“ , angeregt durch den Ablass, welchen Papst Sixtus IV.  dem Freiburger Münster wegen des Chorbaues gewährt hatte. Weiterhin existieren 85 handschriftliche Bußpredigten, die Johann Pfeffer 1456 in Heidelberg gehalten haben soll.
Sein Zeitgenosse, Abt Johannes Trithemius schätzte ihn sehr. Der Wissenschaftler Josef Anton von Riegger befasste sich 1775 im 1. Band seines Werkes „Amoenitates literariae Friburgenses“ eingehend mit Pfeffers Schriften. Die Allgemeine Deutsche Biographie schreibt über den Geistlichen 1887: „Er war eine Zierde der Universität, ein kenntnisreicher, sittenreiner und uneigennütziger Mann.“ Der Historiker Heinrich Schreiber nennt ihn 1857 einen „sanften menschenfreundlichen Gelehrten, dem am Gelde wenig gelegen und der lange Zeit eine Zierde der aufblühenden Hochschule gewesen“ war.